# Mitsubishi F-1
Mitsubishi F-1 là một loại máy bay phản lực tiêm kích của Lực lượng Phòng vệ trên không Nhật Bản (JASDF) và là máy bay chiến đấu đầu tiên do Nhật Bản tự nghiên cứu, phát triển kể từ khi Chiến tranh thế giới II kết thúc. Mitsubishi Heavy Industries và Fuji Heavy Industries đã cùng hợp tác để phát triển F-1. Mitsubishi F1 có chuyến bay đầu tiên vào năm 1977 và được đưa vào trang bị của JASDF cùng năm. Năm 2006, Mitsubishi F-1 được ngừng hoạt động hoàn toàn trong JASDF, thay vào đó là Mitsubishi F-2. Như vậy, từ khi bắt đầu đưa vào sử dụng đến khi nghỉ hưu, trong suốt 28 năm, chiếc Mitsubishi F-1 chưa từng tham gia vào những hoạt động tác chiến trên chiến trường.

## Lịch sử phát triển

### Kế hoạch máy bay huấn luyện siêu thanh
Tháng 8 năm 1967, Mitsubishi Heavy Industries (MHI) của Nhật Bản bắt tay vào thiết kế mẫu máy bay đa năng mới. Theo yêu cầu, mẫu máy bay mới này sẽ thay thế các máy bay chiến đấu và huấn luyện của Mỹ được trang bị cho Lực lượng Phòng vệ Nhật Bản khi đó. Tháng 10 năm 1968, Mitsubishi khởi động việc thiết kế mô hình thực loại máy bay huấn luyện 2 chỗ ngồi. Tới tháng 1 năm 1969, mô hình này được hoàn tất.
Tháng 3 năm 1970, JASDF đã quyết định ký hợp đồng với MHI chế tạo hai chiếc máy bay để đưa vào thử nghiệm. Đúng một năm sau, các cuộc thử nghiệm về thông số máy bay được hoàn tất, và tới tháng 4 năm 1971, mẫu thử nghiệm đầu tiên được Mitsubishi hoàn tất. Người phụ trách công tác thiết kế mẫu máy bay này là Kỹ sư trưởng K. Ikeda.
Sau các cuộc thử nghiệm thành công trên mặt đất, mẫu máy bay mới do MHI chế tạo theo đơn đặt hàng của JASDF được đặt tên là XT-2. Mẫu máy bay này sau đó đã thực hiện thành công chuyến bay đầu tiên vào ngày 2 tháng 12 năm 1971.
Bắt đầu thứ tháng 3 năm 1975, Nhật Bản đã cho sản xuất hàng loạt mẫu máy bay mới này với tên gọi Mitsubishi T-2. Để dây chuyền sản xuất hàng loạt của T-2 đi vào hoạt động, Nhật Bản đã phải nhập khẩu một phần đáng kể các bộ phận, chi tiết và linh kiện từ nước ngoài, trong đó có động cơ R.B.172 D.260-50 Adour của Rolls-Roys do Ishikawajima-Harima Heavy Industries (IHI) sản xuất theo giấy phép. Từ năm 1975 đến năm 1988, đã có 90 chiếc T-2 được xuất xưởng, trong đó có 28 chiếc chuyên dùng cho huấn luyện T-2Z và 62 chiếc chiến đấu - huấn luyện T-2K.

### Kế hoạch máy bay tiêm kích - bom
Quá trình phát triển của Mitsubishi F-1 bắt đầu vào ngày 7 tháng 2 năm năm 1972 khi JASDF công bố kế hoạch chế tạo mô hình máy bay chiến đấu tấn công mới dựa trên nguyên mẫu máy bay huấn luyện T-2 (Dự án FS-T2), nhằm mục đích thay thế phi đội F-86 Sabres đã quá lạc hậu. Các kỹ sư của MHI đã tiến hành thiết kế lại chiếc T-2 để phù hợp với các yêu cầu của JASDF. Các sửa đổi bao gồm:
- Loại bỏ buồng lái phía sau, không gian trống được dùng để chứa hệ thống thiết bị điện tử.
- Lắp đặt kính chắn gió một mảnh mới có độ dày lớn nhằm đề phòng chim chóc lao vào.
- Hệ thống điều khiển hỏa lực (FCS).
- Cải tiến hệ thống vũ khí.
- Hệ thống dẫn đường quán tính.
- Hệ thống radar nhận diện cảnh báo (RHAWS).
- Thiết bị đo độ cao. 
Hợp đồng mua hai nguyên mẫu đầu tiên đã được ký kết vào năm 1973. Năm 1974, phía MHI đã chuyển giao cho JASDF hai chiếc FS-T2 để tiến hành thử nghiệm. Chiếc FS-T2 đầu tiên mang số hiệu 107 thực hiện chuyến bay thử lần đầu vào ngày 3 tháng 6 năm 1975. Ngày 7 tháng 6 năm 1975, chiếc thứ hai mang số hiệu 106 cũng được đưa vào thử nghiệm. Ngày 12 tháng 11 năm 1976, cả hai chiếc 106 và 107 được tiến hành bắn thử tất cả loại vũ khí được trang bị. Thông qua các cuộc thử nghiệm, các chuyên viên của Trung tâm nghiên cứu Bộ Quốc phòng Nhật (TRDI) đã tiến hành xác định, kiểm tra tất cả mọi đặc tính cần thiết và các hệ thống của máy bay, tổ hợp thiết bị trên khoang và các vũ khí. 
F-1 được đưa vào sản xuất hàng loạt vào ngày 25 tháng 2 năm 1977. Chiếc đầu tiên được hoàn thành và bay thử vào ngày 16 tháng 6 năm 1977. Tháng 4 năm 1978, 18 chiếc F-1 đã được đưa vào biên chế của JASDF. Ban đầu, kế hoạch của Nhật Bản là sản xuất 160 chiếc F-1, nhưng điều kiện về ngân sách khiến số lượng bị cắt giảm xuống còn 77 chiếc. Chi phí trung bình của F-1 là khoảng 2,6 tỷ yên cho mỗi máy bay. Chiếc F-1 cuối cùng được sản xuất vào tháng 8 năm 1987. 
Toàn bộ 77 chiếc F-1 được biên chế thành ba phi đội, mỗi phi đội có 25 chiếc, có trụ sở chính tại Căn cứ không quân Misawa.
- Phi đội 03 được thành lập ngày 31 tháng 3 năm 1978.
- Phi đội 08 được thành lập ngày 29 tháng 2 năm 1980.
- Phi đội 06 được thành lập ngày 28 tháng 2 năm 1981.
Năm 1991 đến năm 1993, JASDF đã tiến hành Chương trình kéo dài thời hạn phục vụ cho F-1 (SLEP) nhằm kéo dài tuổi thọ của khung thân máy bay từ 3.500 giờ lên 4.000 giờ. Là một phần của SLEP, 70 chiếc F-1 đã được nâng cấp bằng cách lắp đặt hệ thống điện tử hàng không tiên tiến, thay thế nắp buồng lái vững chắc hơn và bổ sung khả năng ném bom dẫn đường XGCS.
Sáu chiếc F-1 cuối cùng đóng quân tại Căn cứ không quân Tsuiki tại tỉnh Fukuoka, miền Nam Nhật Bản, đã nghỉ hưu vào ngày 9 tháng 3 năm 2006, những chiếc máy bay này đã đạt đến giới hạn tuổi thọ của khung máy bay là 4.000 giờ. Hiện nay, những đơn vị vận hành F-1 đã chuyển sang sử dụng loại Mitsubishi F-2 (Nhật Bản/Mỹ cùng phát triển, dựa trên F-16C/D) hiện đại hơn.

## Cấu tạo

### Hình dáng sơ bộ
F-1 là loại máy bay chiến đấu một chỗ ngồi với kiểu thiết kế một tầng cánh, cánh cụp rộng thay đổi, được trang bị bộ ổn định xoay chiều và một cánh ổn định đuôi thẳng đứng. Khung máy bay được làm bằng hợp kim titan. Dù hãm đặt ở đuôi, phía trên vỏ động cơ. Bề ngoài của F-1 khá giống với loại máy bay SEPECAT Jaguar của Pháp/Anh.

### Buồng lái
Buồng lái F-1 khá nhỏ và không có vòm kính kiểu bot nước. Dù vậy, tầm nhìn từ buồng lái vẫn khá tốt, nhưng kém hơn so với F-2, đặc biệt là nhìn về phía sau. Phần giữa khung buồng lái và mũi được chế tạo khá dày để đề phòng việc chim chóc lao vào máy bay. Không giống như F-2, phi công ngồi trong một vị trí truyền thống, không có độ dốc ngược ra sau như ghế của F-2. Phi công điều khiển máy bay bằng một cần điều khiển ở giữa và tay ga ở bên trái, kết hợp cả hai thành thanh điều khiển (hands-on-throttle-and-stick) (HOTAS).
Máy bay cũng được trang bị ghế phóng cho phép tổ phi công thoát khỏi máy bay trên bất kỳ độ cao và tốc độ nào.
Bảng điều khiển của F-1 gồm một màn hình hiển thị trước mặt (HUD) được sản xuất bởi Shimadzu với màn hình radar nằm ở trung tâm bên dưới nó. Phía dưới bên trái là bảng kiểm soát dự trữ, và trên nó là các thiết bị hoa tiêu và hệ thống đo độ cao J-APN-44. Nửa phía phải bảng thiết bị có màn hình hiển thị cho động cơ và các hệ thống. Phía bên trái buồng lái, ngay phía trước thanh điều khiển ga, là các nút kiểm soát thiết bị liên lạc.

### Hệ thống điện tử
Các thiết bị điện tử được trang bị cho F-1 gồm:
- Hệ thống dẫn đường quán tính (INS) J/ASN-1,  thiết bị đo độ cao vô tuyến TRT.
- Hệ thống điều khiển hỏa lực J/ASQ-1 do Mitsubishi Electric sản xuất
- Hệ thống điều khiển tên lửa đối hạm J/AWA-1 (tương ứng với ASM-1)
- Hệ thống đo độ cao J-APN-44.
- Hệ thống máy tính số trung tâm, kênh dữ liệu số và máy tính dữ liệu trên không.J/A24G-3.
- Hệ thống thiết bị tiếp sóng LMT, máy thu phát vô tuyến.
- Thiết bị nhận tín hiệu cảnh báo radar J/APR-3 với một ăngten hình ống bố trí phía sau đỉnh cánh đuôi.
- Thiết bị trinh sát hồng ngoại.
Radar xung Dopple đa chế độ hoạt động trong mọi điều kiện thời tiết J/AWG-12 được trang bị cho F-1 tương tự loại AN/AWG-12 trên tiêm kích F-4M Phantom của Không quân Hoàng gia Anh. Loại radar này phát triển từ radar AN/AWG-10. Tầm hoạt động hiệu quả đạt 55 – 60 km, nó có khả năng đa nhiệm, thực hiện các nhiệm vụ không đối đất, đối hải, bao gồm cả vai trò chống hạm. 
Từ năm 1985, F-1 được lắp đặt hệ thống điều khiển tự động trong mọi giai đoạn bay, gồm bay thấp trong mọi địa hình, bay riêng và theo nhóm chống lại mục tiêu trên không - mặt đất - trên biển. Hệ thống điều khiển tự động được kết nối với hệ thống dẫn đường để đảm bảo máy bay bay đúng đường, tự động tiếp cận địch, tìm được đường về căn cứ và hạ cánh tự động.
Trong thập niên 1970, thiết bị nhận tín hiệu cảnh báo radar J/APR-3 được trang bị cho F-1 là một trong những hệ thống tiên tiến nhất tại thời điểm đó. Sau này để tăng cường khả năng tự vệ của máy bay, một số chiếc F-1 cũng đã được trang bị thiết bị gây nhiễu tần số vô tuyến.

## Hệ thống vũ khí
Máy bay cũng có 7 giá treo vũ khí ngoài để gắn các loại vũ khí khác nhau. Điểm treo dưới thân máy bay và 2 điểm gần thân có thể được sử dụng để mang thùng nhiên liệu phụ, tăng tầm hoạt động cho máy bay. Tổng khối lượng vũ khí treo ngoài mà F-1 có thể mang theo lên tới 2.8 tấn.
Một khẩu pháo 20 mm JM61A1 Vulcan với 750 viên đạn. M16 Vulcan là một thiết kế của General Electric từ năm 1946. Pháo không đối không M61 có khối lượng tổng thể khoảng 112 kg, trang bị ổ pháo 6 nòng cỡ 20 mm M61, có thể bắn 6000 phát đạn 20 mm trong một phút. Do có nhiều nòng nên cỗ pháo có nhịp bắn rất cao, đồng thời giảm thiểu tối đa nhiệt năng phát sinh và mài mòn. Tốc độ bắn cực cao của pháo M61 đảm bảo tạo ra mật độ hỏa lực dày đặc, tăng đáng kể xác suất tiêu diệt mục tiêu là các máy bay tiêm kích nhanh nhẹn của đối phương.
Tên lửa không đối hạm siêu thanh ASM-1 Type-80 là vũ khí chính của F-1. ASM-1 Type-80 là loại tên lửa có điều khiển được tập đoàn Mitsubishi nghiên cứu, phát triển trong hơn 7 năm, được triển khai năm 1980. Tên lửa có chiều dài 3,95 m, sải cánh 1,2 m, đường kính thân 0.35 m, trọng lượng 760 kg, trong đó đầu đạn nặng 150 kg, tầm bắn xa 50 km. 
Type-80 có thể bay lướt mặt biển ở độ cao cực thấp. Nó được điều khiển bởi hệ thống dẫn đường quán tính (INS) J/ASN-1 và hệ thống đo độ cao J-APN-44. Khi bay ở giai đoạn kiểm tra cảnh giới, nó bay cách mặt biển 15m, ở giai đoạn cuối khi tiếp cận mục tiêu, nó chỉ cách mặt biển 2-3m, việc bay quá thấp như vậy hoàn toàn ‘'làm mù" hệ thống radar cảnh giới của đối phương. 
F-1 trang bị các loại bom 500 và 700 pound (Mk82 và M117). Bom Mk-82 và M117 có thể được trang bị hệ thống dẫn đường hồng ngoại, trở thành vũ khí được điều khiển chính xác, chúng được điều khiển để tiêu diệt các mục tiêu tỏa nhiệt di chuyển trên biển như tàu hay những mục tiêu trên mặt đất. Khi được trang bị những thiết bị hỗ trợ như vậy, bom được gọi với tên GCS-1. 
Trước đây, F-1 còn được trang bị loại bom chùm CBU-87/B. Hiện nay, dẫn theo Hiệp ước cấm bom chùm của Liên hợp quốc, loại bom này bị cấm trang bị trên các máy bay chiến đấu của Nhật Bản. F-1 cũng được lắp đặt các ống phóng rocket JLAU-3/A cỡ 70 mm, rocket RL-7 70 mm, rocket RL-4 125 mm.
Tên lửa tầm nhiệt không đối không AIM-9 Sidewinder (Rắn đuôi chuông) được mang trên những điểm treo đầu cánh, nhưng nó có thể cũng được mang trên điểm treo phía ngoài dưới cánh khi đảm nhiệm vai trò phòng không của F-1.

## Động cơ
F-1 được trang bị hai động cơ phản lực cánh quạt đẩy Ishikawa-Harima TF40-801A, cung cấp 22,8 kN lực đẩy khô và 35.6 kN khi sử dụng buồng đốt lần hai. Động cơ được gắn lùi trong thân dành tối đa chỗ bên trong để chứa nhiên liệu, và lấy không khí vào qua cửa hút khí dạng cố định. cửa hút khí được gắn những dốc di động để điều hòa luồng khí nạp vào động cơ ở tốc độ siêu thanh. Ishikawa-Harima TF40-801A  là một biến thể của động cơ phản lực Rolls-Royce/Turbomeca Adour Mk 102 do Tổng Công ty IHI của Nhật Bản sản xuất theo giấy phép chuyển giao công nghệ. Trọng lượng khô của động cơ là 3.300 kg.

## Tai nạn
Vào ngày 25 tháng 8 năm 1998, trong một chuyến bay tuần tra đêm tại tỉnh Iwate, hai trong số ba chiếc F-1 của đội bay đã gặp nạn. Tai nạn khiến hai phi công của Phi đội số 08 thiệt mạng. Tang lễ được tiến hành vào ngày 29 tháng 8 năm 1998.

## Các phiên bản
- FS-T2-Kai: 2 mẫu thử nghiệm đầu tiên.
- Mitsubishi F-1: Máy bay chiến đấu một chỗ đa chức năng, bao gồm hỗ trợ mặt đất, tấn công mặt đất và chống tàu.

## Quốc gia sử dụng
- Nhật Bản: Lực lượng Phòng vệ trên không Nhật Bản

## Thông số kỹ thuật (F-1)

### Đặc điểm riêng
- Phi đoàn: 1
- Chiều dài: 17.66 m (57 ft 11 in)
- Sải cánh: 7.88 m (25 ft 10 in)
- Chiều cao: 4.39 m (14 ft 5 in)
- Diện tích cánh: 21.2 m² (228 ft²)
- Trọng lượng rỗng: 6.358 kg (14.017 lb)
- Trọng lượng cất cánh: n/a
- Trọng lượng cất cánh tối đa: 13.674 kg (30.146 lb)
- Động cơ: 2× động cơ turbofan Ishikawa-Harima TF40-801A, 32.4 kN (7.280 lbf) mỗi chiếc

### Hiệu suất bay
- Vận tốc cực đại: 1.700 km/h (1.060 mph)
- Tầm bay: 1.130 km (705 mi)
- Trần bay: 15.250 m (50.020 ft)
- Vận tốc lên cao: n/a
- Lực nâng của cánh: n/a
- Lực đẩy/trọng lượng: 0.48

### Vũ khí
- 1× pháo 20 mm JM61A1 Vulcan
- Các loại bom, tên lửa không đối không, không đối đất, không đối biển được gắn vào 4 giá treo dưới cánh, 2 đầu mút cánh, và 1 dưới thân máy bay. Vũ khí trang bị bao gồm AIM-9 Sidewinder, Mitsubisi AAM-1, tên lửa đối hạm Mitsubishi ASM-1/2, rocket JLAU-3A 70 mm, rocket RL-7 70 mm, rocket RL-4 125 mm, bom Mk-82 500 lb và M117 750 lb, phiên bản dẫn đường hồng ngoại của Mk-82 và M117.

## Nội dung liên quan

### Máy bay có cùng sự phát triển
- Mitsubishi T-2

### Máy bay có tính năng tương đương
- SEPECAT Jaguar
- Soko J-22 Orao
- Nanchang Q-5

### Danh sách tiếp theo
F-1 - F-15J - F-2